# Polvere di stelle (Valerio Scanu)
Polvere di stelle è un brano musicale scritto, composto e prodotto da Federica Camba e Daniele Coro e pubblicato dalla casa discografica EMI. Il brano, interpretato da, Valerio Scanu è il secondo singolo estratto dal primo ed omonimo album del cantante italiano.
Il brano viene reso disponibile per il download digitale presso i negozi specializzati a partire dal 27 novembre 2009.
Il singolo anticipa l'uscita della versione natalizia dell'album Valerio Scanu, la Valerio Scanu (Christmas edition), uscita il 4 dicembre 2009.
Del singolo è stato girato anche un videoclip musicale.

## Tracce
Download digitale
1. Polvere di stelle - 3:23 (Federica Camba e Daniele Coro)